# Iris (vịnh)
""Iris"" là một cái vịnh nhỏ nằm về phía nam của mũi Muller và tọa lạc ở phía đông nam của đảo Nam Georgia, cách mũi Vahsel 6 dặm (10 km) về phía tây bắc. Vịnh nhỏ này được đoàn thám hiểm của James Cook tìm ra năm 1775 và đặt tên là "vịnh Sandwich", theo tên của John Montagu, 4 Earl of Sandwich. Cái tên vịnh Iris được chính thức sử dụng cho đến ngày nay sau cuộc khảo sát Nam Georgia năm 1951 - 1952.

## Trích nguồn
- ^ "Iris Bay". Geographic Names Information System, U.S. Geological Survey. Truy cập 2012-07-09.